# العلاقات البلجيكية اللاوسية
العلاقات البلجيكية اللاوسية هي العلاقات الثنائية التي تجمع بين بلجيكا ولاوس.

## مقارنة بين البلدين
هذه مقارنة عامة ومرجعية للدولتين:
| وجه المقارنة                                              | بلجيكا                                                                              | لاوس        |
| --------------------------------------------------------- | ----------------------------------------------------------------------------------- | ----------- |
| المساحة (كم2)                                             | 30.53 ألف                                                                           | 236.80 ألف  |
| عدد السكان (نسمة)                                         | 11.37 مليون                                                                         | 6.86 مليون  |
| الكثافة السكانية (ن./كم²)                                 | 372.42                                                                              | 28.97       |
| العاصمة                                                   | بروكسل                                                                              | فيينتيان    |
| اللغة الرسمية                                             | اللغة الهولندية، لغة فرنسية، اللغة الألمانية                                        | اللغة اللاو |
| العملة                                                    | يورو، فرنك بلجيكي                                                                   | كيب لاوي    |
| الناتج المحلي الإجمالي (بليون دولار)                      | 492.68 مليار                                                                        | 16.85 مليار |
| الناتج المحلي الإجمالي (تعادل القوة الشرائية) بليون دولار | 514.74 مليار                                                                        | 38.71 مليار |
| الناتج المحلي الإجمالي الاسمي للفرد دولار أمريكي          | 40.32 ألف                                                                           | 1.82 ألف    |
| الناتج المحلي الإجمالي للفرد دولار أمريكي                 | 43.44 ألف                                                                           |             |
| مؤشر التنمية البشرية                                      | 0.890                                                                               | 0.575       |
| رمز المكالمات الدولي                                      | +32                                                                                 | +856        |
| رمز الإنترنت                                              | .be                                                                                 | .la         |
| المنطقة الزمنية                                           | توقيت وسط أوروبا، ت ع م+01:00، ت ع م+02:00، توقيت وسط أوروبا الصيفي، أوروبا/بروكسل ‏ | ت ع م+07:00 |

## منظمات دولية مشتركة
يشترك البلدان في عضوية مجموعة من المنظمات الدولية، منها:
| علم المنظمة | اسم المنظمة                        | تاريخ انضمام بلجيكا | تاريخ انضمام لاوس |
| ----------- | ---------------------------------- | ------------------- | ----------------- |
|             | مؤسسة التنمية الدولية              | 2 يوليو 1964        | 28 أكتوبر 1963    |
|             | منظمة حظر الأسلحة الكيميائية       | ?                   | ?                 |
|             | الأمم المتحدة                      | 27 ديسمبر 1945      | 14 ديسمبر 1955    |
|             | منظمة الشرطة الجنائية الدولية      | ?                   | ?                 |
|             | وكالة ضمان الاستثمار متعدد الأطراف | 18 سبتمبر 1992      | 5 أبريل 2000      |
|             | مؤسسة التمويل الدولية              | 27 ديسمبر 1956      | 29 يناير 1992     |
|             | بنك التنمية الآسيوي                | 1966                | 1966              |
|             | البنك الدولي للإنشاء والتعمير      | 27 ديسمبر 1945      | 5 يوليو 1961      |
|             | يونسكو                             | 29 نوفمبر 1946      | 9 يوليو 1951      |

## وصلات خارجية
- موقع وزارة الخارجية البلجيكية